# Juan Carlos Ramírez Abadía
Juan Carlos Ramírez Abadía (Palmira, 19 de febrero de 1963), alias Chupeta, es un narcotraficante colombiano. Fue miembro del Cartel del Norte del Valle, organización delictiva colombiana.
Se encontró encarcelado desde el 2007 hasta el 2023 en los Estados Unidos. Fue caracterizado por Juan Pablo Raba en la serie colombiana "El Cartel de Los Sapos", basada en el libro del mismo nombre de Andrés López López, en dicha serie es conocido como "Pirulito".
Ramirez Abadía fue condenado en el año 2023 a 20 años de prisión por un juez de la Corte del Distrito Este de Brooklyn, Nueva York. Sin embargo, gracias a su colaboración con la justicia norteamericana, el 9 de diciembre de 2024, alias Chupeta fue puesto en libertad después de cumplir una condena en Estados Unidos.Ramirez Abadía, sería un testigo protegido con una nueva identidad.

## Cartel del Norte del Valle
Ramírez Abadía tiene mediana estatura, 82 kilos de peso, y ojos y cabello de color café. En su juventud se trasladó desde Palmira a Cali, en donde comenzó sus actividades ilícitas bajo el aval de los hermanos Gilberto y Miguel Rodríguez Orejuela en los laboratorios de cocaína de Orlando Henao Montoya. Fue uno de los primeros narcotraficantes que buscaron trazar rutas para el transporte de cocaína. Era conocido con los alias de Chupeta, Augusto y El Patrón. Su organización era autónoma, es decir no trabajaba para nadie, aunque respetaba jerarquías al principio perteneció al Cartel de Cali después al Cartel del Norte del Valle, Chupeta tenía 4 oficinas de cobro con alrededor de 300 hombres a su servicio. Los más cercanos siempre fueron 9 personas: Su socio y amigo Juan Carlos Ortiz Escobar alias cuchilla, Laureano Rentería alias El Flaco, se suicidó en la cárcel, mostrando una especie de lealtad hacia Ramirez; Alejandro Gracia Alvarez alias Gato Seco, extraditado a Argentina, William Tamayo alias Mazzinger, encargado de los cobros y de las otras oficinas de cobros en Cali capturado en Panamá y deportado a Colombia, alias el indio alias el negro, alias el capitán, Pepe Gil alias pepe grillo quien se encargaba de la seguridad de toda su familia, su secretario personal alias sombra, alias Esteban, alias el Pastuso; German Rosero abogado y hombre de confianza varios de estos hombres son considerados de alta peligrosidad y todos manejando un bajo perfil a la espera de que salga su jefe en cualquier momento entre los años 2024 y 2025.
Terminó siendo uno de los miembros del Cartel del norte del Valle. Su socio Wilber Alirio Varela Fajardo, alías Jabón, cabeza visible del Cartel del Norte del Valle después de Orlando Henao, tomó la decisión con Ramírez Abadía para asesinar a Juan Carlos Ortiz Escobar, su compañero desde niño en el negocio ya que este sostenía negocios y amistad con el clan Herrera, enemigos de Varela. También ordenó la tortura y el asesinato de Luis Tocayo Ocampo bajo el aval de Wilber Varela y otros jefes del cartel del Norte del Valle, ―Luis Alfonso Tocayo Ocampo, mano derecha de Varela y hermano de Víctor Patiño, con quien compartió celda penitenciaria años atrás ― al descubrir que este estaba colaborando con las agencias estadounidenses después de la detención de su hermano. A raíz de las muertes de Cuchilla y Tocayo, Chupeta y Jabón comenzaron a tener disputas, originando una «guerra» entre ambos, que obligó a Chupeta a huir a Brasil donde fue capturado en el 2007 y a Varela a Venezuela donde fue asesinado por sus propios hombres. 
Chupeta también sostuvo un vínculo muy estrecho con grandes capos de México como Los Beltrán Leyva, Carrillo Fuentes, pero principalmente con el Cartel de Sinaloa, donde sostuvo una gran alianza con Juan José Esparragoza Moreno alias El Azul, pero principalmente con Joaquín El Chapo Guzmán, al cual apodó "El Rápido" por su velocidad y astucia para transportar su mercancía a Estados Unidos. Una vez capturado El Chapo, chupeta formó parte de una serie de testigos los cuales fueron claves para la sentencia final del capo mexicano.

## Captura
Fue detenido en São Paulo el 7 de agosto de 2007. Le habían realizado operaciones de cirugía plástica para transformar parcialmente su rostro. Fue extraditado en julio de 2008 hacia los Estados Unidos, desde Brasil donde permaneció detenido por más de un año, conociéndose además con el narcotraficante brasileño Fernandinho Beira-Mar.
Era buscado con otros seis narcotraficantes: Wilber Varela, Diego Montoya y otros narcotraficantes de 3.ª categoría. Había puesto sus tentáculos en España. Juan Carlos Ramírez Abadía, detenido el pasado 7 de agosto en São Paulo (Brasil), es el último gran narcotraficante colombiano que cae en manos de la justicia. Sus hermanastros habían residido en España entre octubre de 2001 y octubre de 2004, tiempo que emplearon en crear una red de empresas para el blanqueo de dinero. Esas empresas supuestamente enviaron a Brasil, a través de España, el dinero de sus ganancias en Europa; y vía México, sus beneficios en Estados Unidos. El dinero fue reexpedido a un banco de Uruguay, desde donde dos socios brasileños de Chupeta se lo iban llevando hasta São Paulo. Con esa pasta, el narco había creado 16 empresas.
El dinero salía vía Uruguay para llegar a manos de Ramírez Abadía en Brasil.
Ramírez Abadía, creció al amparo de los hermanos Rodríguez Orejuela, líderes del cartel de Cali y posteriormente al de Orlando Henao cuando se disolvió el cartel de Cali. Se licenció en Economía en Bogotá. Considerado como un hombre de buenos modales pero extremadamente violento. Exportaba cocaína desde Colombia en aviones, que ingresaban en las redes estadounidenses que controlaban toda la cocaína que se vendía en la ciudad de Los Ángeles (California). Después enviaba aviones con cocaína que eran recibidos por la red estadounidense de la ciudad de Nueva York.
La DEA (Administración Antidrogas de Estados Unidos) lo elevó ―erróneamente― a la categoría de «jefe del cartel del Norte del Valle» y lo puso en la lista de los 11 narcotraficantes colombianos más buscados, y ofreció por su captura una recompensa de cinco millones de dólares.

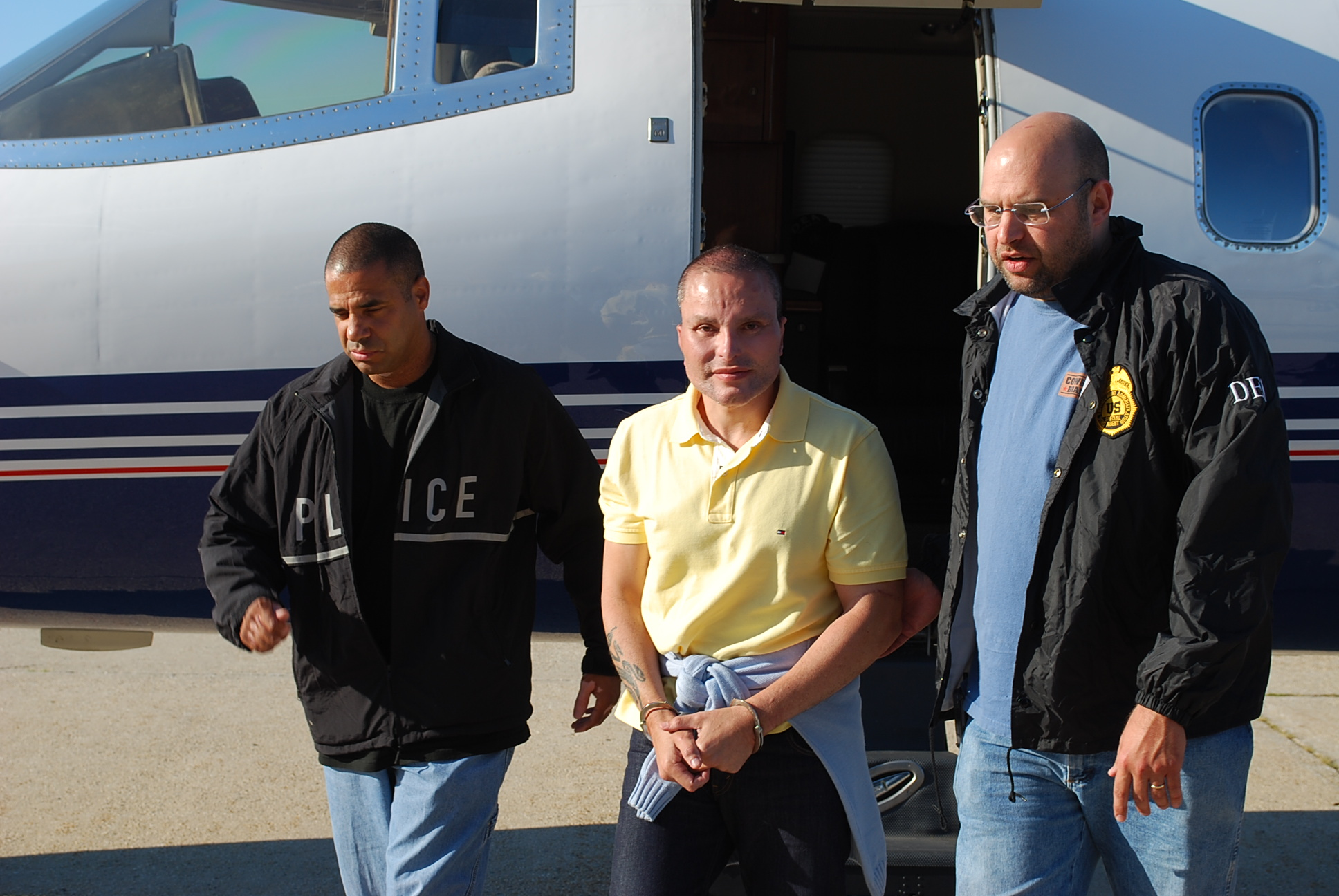
Chupeta Ramírez Abadía, escoltado por agentes de las DEA, luego de ser extraditado desde Brasil.

El día que fue detenido estaban junto a él sus hermanastros Peter García Verano (que se hacía llamar Víctor), de 43
 años, y Jaime Hernando Martínez Verano, de 49. Ambos fueron localizados en la ciudad de Madrid (España), en octubre de 2001. Peter había obtenido un permiso de residencia y estuvo viviendo en la calle del Capitán Haya. Jaime, en cambio, entraba y salía continuamente de España como turista.
Los dos hermanastros por parte de madre del Chupeta desarrollaron «actividades empresariales», mediante la creación o participación en «sociedades mixtas en las que figuraban españoles», muchos de los cuales eran meros «testaferros u hombres de paja», según fuentes de la Unidad de Drogas y Crimen Organizado (Udyco) central y el Grupo de Localización de Fugitivos, ambos dependientes de la Comisaría General de Policía Judicial.
Dichas empresas eran utilizadas para el blanqueo de capitales. Las pesquisas permitieron descubrir «un entramado utilizado para dar aspecto legal a los pingües beneficios obtenidos de las actividades de narcotráfico a gran escala». Los hermanastros abandonaron España a finales de 2004, pero la información obtenida desde España coadyuvó a la localización de Chupeta.
El dinero procedente de España iba dando saltos por empresas hasta acabar en sendas cuentas del Banco de la República (en Uruguay). Según las autoridades colombianas, Ramírez Abadía logró acumular una fortuna calculada en 28 000 millones de dólares (en comparación, Pablo Escobar [1949-1993] acumuló unos 25 000 millones de dólares). Aunque sus sobornos no eran muy elevados supo infiltrar a las autoridades. Además, la banda montada por el colombiano tenía la intención de crear una empresa de taxi aéreo en el Campo de Marte el aeropuerto, en el norte de São Paulo. el objetivo era facilitar el transporte de objetos de valor y los miembros del grupo. [3] El piloto C.N.G.P.- (Caiado) italiana brasileño. Fue contratado por el distribuidor a través de negocios por conocer plenamente la legislación aeronáutica brasileña, así como los ciudadanos registrados en el país con la educación superior en Ingeniería Aeronáutica por ITA-SP. y han tenido roles profesionales en varios Cias. Compañías aéreas en el mundo, siendo aplicable a no supervisar sus vuelos o destinos internacionales. [3] pilotado por 32 países en el mundo con el cártel colombiano y el Valle del Norte. El aeropuerto elegido flujo intenso y estrecho control adecuado, ubicado en São Paulo fue el aeropuerto de Congonhas y Cumbica Internacional, en Guarulhos. [3] El piloto C.N.G.P. se graduó de la ANAC, en los procesos de crímenes y de miembros en el tráfico internacional fue totalmente exonerado por el colombiano Juan Carlos Ramírez Abadía y la participación en las operaciones del cártel del Valle del Norte. [3] C.N.G.P. en su defensa presentó prueba legal apropiada de su no participación en el tráfico de drogas y de ser un miembro del Cártel del Valle. [4] Libre de cargos criminales, con jurisdicción especial indefinidamente. [3] Él volvió a la vida social, legalmente considerada confiable, la residencia piloto restableció en residencia en São Paulo y en el sur de Brasil, volviendo a ejercer sus actividades de aviación civil en el país, en su Cia.de anterior de taxi-aéreo del evento y su puntos de los vuelos en el extranjero.La prisión C.N.G.P. (Caiado) también estaba en el mismo lugar que la Abadía Mega Distribuidor, llevado a cabo como parte de la banda para el sistema penitenciario de BH, y más tarde trasladado a una prisión federal de Estados Unidos para 4,8 meses en espera de sus testimonios y más tiempo para su jurado y su reivindicación ante el Cártel del Valle de México.
En el momento de su detención en una mansión de Morada dos Lagos, en Aldeia da Serra, zona del Gran São Paulo, los agentes solo encontraron 300 000 dólares en efectivo. La operación que llevó a la detención en São Paulo de Chupeta y 08 personas más fue fruto de la colaboración de las policías de Estados Unidos, Brasil, Argentina, Uruguay, Colombia y España.
De nada le valieron sus operaciones de cirugía estética (su aspecto físico, francamente, había empeorado) ni las artimañas que había inventado para que se perdiera su rastro en Brasil, para que pareciera que ya no se dedicaba a traficar con cocaína. Lo delataron sus operaciones financieras (en Brasil había creado 16 empresas con operativas sospechosas) y la adquisición de 28 viviendas, muchas de ellas de lujo, en São Paulo, Río de Janeiro, Minas Gerais, Paraná, Santa Catarina, Cutitiba, Porto Alegre y Río Grande del Sur. Como dato curioso, también se encontraron casi 200 imágenes de la popular marca infantil japonesa Hello Kitty en computadoras personales de Juan, que el enviaba las imágenes por correo electrónico a sus ayudantes con mensajes de texto y voz ocultos con órdenes de mover cocaína entre países o ejecutar personas en Colombia desde Brasil.

### Caletas de dinero
A Chupeta le encontraron varias caletas con dinero en efectivo. Las escondía en bolsas de plástico cerradas al vacío para evitar su deterioro por la humedad (aunque no pudo evitar perder varios millones de dólares comidos por los gorgojos). Ese dinero lo empleaba en el pago de mercancías y servicios. En enero de 2007, en los barrios Vipasa y La Merced (en la ciudad de Cali) se encontraron cuatro caletas de dinero propiedad de Chupeta: Una con 21 millones de dólares, otra -la más grande- con 68 millones y otras dos con $17 millones de dólares cada una. Por lo menos 2 millones de dólares había sido comidos por insectos (gorgojos). En el Barrio Prados del Norte de la ciudad de Cali también se encontraron 309 lingotes de oro con un valor de 6.3 millones de dólares. La detención de Ramírez Abadía reabrió en Cali el misterio de las caletas (‘escondites’) donde presuntamente estuvo oculto el resto del dinero de Chupeta; incluso generó una cierta «fiebre del oro» por encontrarlas. El Gobierno colombiano se comprometió a utilizar el dinero metálico incautado que según la revista Semana, de Colombia, se guardó en una bóveda del Banco de la República para construir casi 5000 viviendas en Cali y Buenaventura que al final no se hicieron y se desconoce el uso que le habrían dado a estos recursos incautados al capo.

## En la cultura popular
En la primera temporada de la serie colombiana El Cartel de los Sapos (2008-2010), Chupeta Ramírez Abadía ―con el seudónimo John Mario Pirulito Martínez― fue interpretado por el actor Juan Pablo Raba. En la segunda temporada fue interpretado por el actor Camilo Sáenz.